# Snorri Þorfinnsson
Snorri Þórfinnsson (* 1005–1013; † um 1090, andere Transkription Snorri Thorfinnsson) war der Sohn des Isländers Þorfinnur Karlsefni und dessen Frau Guðríður Þorbjarnardóttir. Sein Enkel war der Bischof Þorlákur Runólfsson.
Es wird angenommen, dass er zwischen 1005 und 1013 in dem von Leif Eriksson entdeckten Vinland geboren wurde. Da Vinland zu Nordamerika gehört, gilt Snorri Þorfinnsson als erster Mensch europäischer Abstammung, der in Amerika (außerhalb Grönlands) geboren wurde.